# Aproksymacja średniokwadratowa
Aproksymacja średniokwadratowa – aproksymacja, której celem jest minimalizacja błędu na przedziale {\displaystyle [a,b].} Istotność błędu w poszczególnych punktach mierzy się za pomocą funkcji wagowej {\displaystyle w(x).} Jeśli funkcję {\displaystyle f(x)} próbuje się przybliżać za pomocą {\displaystyle \varphi (x),} to minimalizuje się błąd:
|  |  | {\displaystyle E=\int \limits _{a}^{b}w(x)[\varphi (x)-f(x)]^{2}\;dx.} |  | (a) |

Ze względów praktycznych stosuje się inną definicję błędu, umożliwiającą prostszą jego minimalizację
|  |  | {\displaystyle R=\sum _{i=0}^{n}[\varphi (x_{i})-f(x_{i})]^{2}} |  | (b) |

zwłaszcza wtedy, gdy przyjmie się dodatkowo
|  |  | {\displaystyle \varphi (x)=a_{0}+a_{1}x+a_{2}x^{2}+\,...\,+a_{m}x^{m}=\sum _{i=0}^{m}a_{i}x^{i},\quad m<n.} |  | (c) |

Warunek stacjonarności funkcji {\displaystyle R(a_{0},\,a_{1},\,...\,a_{m})} przybiera postać
|  |  | {\displaystyle {\begin{aligned}{\tfrac {\partial R}{\partial a_{k}}}&={\tfrac {\partial }{\partial a_{k}}}\left\{\sum _{i=0}^{n}[\varphi (x_{i})-f(x_{i})]^{2}\right\}\\&=2\sum _{i=0}^{n}[\varphi (x_{i})-f(x_{i})]{\tfrac {\partial }{\partial a_{k}}}\varphi (x_{i})\\&=\sum _{i=0}^{n}[\varphi (x_{i})-f(x_{i})]x_{i}^{k}\\&=\sum _{i=0}^{n}\left\{[x_{i}^{k}\;\;x_{i}^{k+1}\;\;...\;\;x_{i}^{k+m}]\mathbf {a} -f_{i}x_{i}^{k}\right\}\\&=0,\qquad k=0,\,1,\,...\,m,\end{aligned}}} |  | (d) |

gdzie {\displaystyle \mathbf {a} =(a_{0},\,a_{1},\,...\,a_{m})^{T}.}